# U 89 (Kriegsmarine)
De U 89 was een U-boot van het veelvoorkomende type VIIC van de Duitse Kriegsmarine tijdens de Tweede Wereldoorlog. De boot stond onder commando van korvetkapitein Dietrich Lohmann.

## Geschiedenis
Op 5 november 1942 werd de boot in de noordelijke Atlantische Oceaan aangevallen, ten zuidoosten van Kaap Vaarwel, Groenland door een Brits vliegtuig van Squadron 120. De U 89 liep maar geringe schade op en kon ontkomen door snel weg te duiken. 

## Ondergang
De U 89 werd op 12 mei 1943 tot zinken gebracht, eveneens in de noordelijke Atlantische Oceaan, in positie 46° 30′ 0″ NB, 25° 40′ 0″ WL door dieptebommen en Hedgehogs van de Britse torpedobootjager HMS Broadway, het Britse fregat HMS Lagan en een Swordfish-vliegtuig (Squadron 811) van het Britse vliegkampschip HMS Biter"". Hierbij kwamen commandant Dietrich Lohmann en zijn 48-koppige bemanning om het leven.